# Västgötetorp
Västgötetorp är en gammal bergsmansgård från 1600-tal nära Loka brunn (hälsokälla). Bebodd och brukad av samma släkt i nära 400 år. Nuvarande ägare är 12:e generationen att bruka och bebo gården. Den gamla Bergsmansgården revs emellertid på 1950-talet och ersattes av ett modernare hus. Övriga byggnader är dock av äldre (okänt) dato. Västgötetorps omfattande ca 900 ha. Flera avstyckningar och delningar har gjorts genom åren. Bland annat till Loka hälsobrunn som ligger på områden som sålts av släkten på Västgötetorp.
Enligt sägen var det en dräng som kallades "Klen-Anders" som arbetade på Västgötetorp som skall ha upptäckt Loka hälsobrunn då han lockades dit av älvor sedan han gått vilse i skogen. Han letade efter sin husbondes häst, husbonden var en Bergsman på Västgötetorp. Han fann den "imilla Lokera" och drack av vattnet som sprang ur en källa där och blev botad från sin stumhet och stark som få. 
Bengt Töresson är den förste kända brukaren av gården inom nuvarande släkt. Det är belagt att han bebodde gården och var delägare i Finnhyttan och därmed bergsman på Västgötetorp år 1629.